# آيت باعمران (بوشان)
آيت باعمران هي إحدى مشيخات المملكة المغربية، تتبع جغرافيا لإقليم الرحامنة وإداريًا لبوشان. يقدر عدد سكانها بـ 12586 نسمة حسب الإحصاء الرسمي للسكان والسكنى لسنة 2004.